# Sorbus chamaemespilus
Pour les articles homonymes, voir Alisier.
Espèce
Classification APG III (2009)
Sorbus chamaemespilus, le Sorbier nain, Sorbier petit Néflier ou Alisier nain, est une espèce de plantes à fleurs de la famille des Rosaceae. C'est un arbrisseau des régions subalpines. Il croît principalement en Europe centrale et méridionale dans les rochers et escarpements des hautes montagnes jusqu'à 2 500 mètres d'altitude, notamment en France (Hautes-Vosges, Jura, Alpes, Forez, Mézenc, Auvergne et Pyrénées).

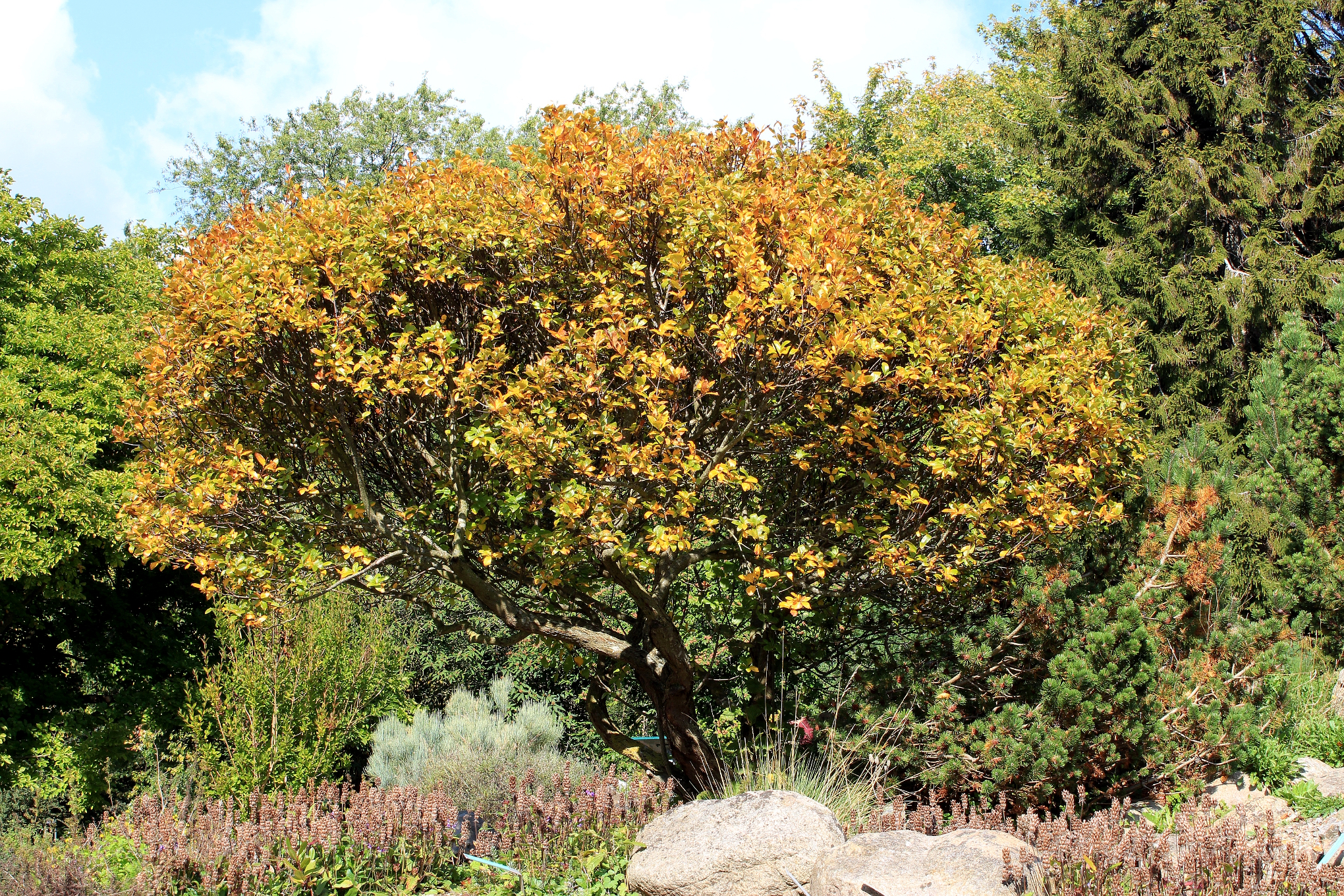
Sorbier nain en automne.